# サミュエル・キュナード
初代キュナード準男爵、サー・サミュエル・キュナード （Sir Samuel Cunard,1st Baronet of Cunard,1787年11月21日 - 1865年4月28日）は、カナダ出身のイギリスの海運企業家。

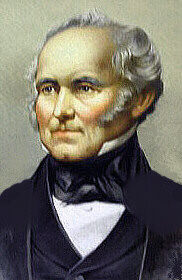
サミュエル・キュナード

## 人物
現在のノバスコシア州ハリファックスで、大工の子供として生まれる。幼い頃から商才に長けており、17歳で雑貨店を開業した。その後、石炭、鉄の運搬・販売や、捕鯨にも手を出し始めた。
1859年、ヴィクトリア女王により準男爵位を授かった。
1865年、ケンジントンの自邸で死去。